# L7 (grup de música)
L7 és un conjunt estatunidenc de rock de Los Angeles. El grup es va formar el 1985 quan es coneixen Sparks i Gardner. En un període de tres anys van gravar el seu àlbum de debut per a Epitaph i van telonejar en una gira a Bad Religion.
El 1988 van dur al rock més enllà dels seus límits amb un humit debut discogràfic que fusionava la crua vitalitat del punk amb riffs electrificants i salvatges. Amb el seu humor, les seves melodies i les guitarres al màxim de volum, L7 van ajudar a revitalitzar el gènere, (i el segell Sub Pop). El 1990 editen un dels discos més impactants i importants de Sub Pop, Smell the Magic (Sub Pop), i el 1992 Bricks Are Heavy (produït pel llavors famós productor grunge, Butch Vig), que va suposar el primer èxit del grup amb la cançó "Pretend We’re Dead", i considerat pels lectors de Rolling Stone com un dels 150 discos indispensables per a entendre la dècada del 1990.
El 1993 participen en la pel·lícula Serial Mom de John Waters. Alguns recorden la seva actuació quan van obrir per a Faith No More el 1992. El 1994, L7 editen Hungry For Stink, són caps de cartell del Lollapalooza d'aquest any i participen en el Warped Tour. El 1995 la seva cançó "Shitlist" forma part de la pel·lícula d'Oliver Stone Natural Born Killers. Dos anys després editen The Beauty Process: Triple Platinum.
El 1999, amb la sortida del grup de la baixista Gail Greenwood, L7 van gravar Slap-Happy com trio, produint la major part de l'àlbum amb ajuda de Brian Haught (per a deixar la part de les barreges a Tom Rothrock i Rob Schnapf (Beck Hansen, Foo Fighters, Elliott Smith), i com l'amic i antic col·laborador Joe Barresi (The Melvins, Rage Against the Machine, Queens of the Stone Age…).

## Discografia
- L7 (1988)
- Smell the Magic (1990)
- Bricks are Heavy (1992)
- Hungry for Stink (1994)
- The Beauty Process:Triple Platinum (1997)
- L7 Live:From Omaha to Osaka (1998)
- Slap Happy (1999)
- The Slash Years (2000)